# Margattea undulata
Margattea undulata (лат.) — вид тараканов рода Margattea из семейства Ectobiidae (в составе подсемейства Pseudophyllodromiinae или в отдельном семействе Pseudophyllodromiidae). Эндемик Китая.

## Этимология
Видовое название образовано от латинского слова undulatus, обозначающего пазушный край между грифельками (styli).

## Распространение
Встречается в Китае (Чунцин).

## Описание
1) межгрифельковый (styli) край пазушный, слева с 4—6 маленькими шипиками, справа с 4—7 маленькими шипиками; в то время как у последнего вида межгрифельковый край сильно выдается, боковые стороны вздернуты и усеяны шипиками; 2) левый фалломер неправильной костяной формы, без маленького шипика; в то время как у последнего левый фалломер неправильной косточковидной формы, с двумя шипами; 3) добавочный склерит II с тремя ламеллярными структурами с мелкими шипами; в то время как у последнего добавочный склерит II с ламеллярной структурой без мелких шипов. Межоцеллярное расстояние немного шире расстояния между глазами, уже расстояния между усиковыми впадинами. Пятый нижнечелюстной пальмомер расширен, третий и четвёртый пальмомер оба длиннее пятого. Переднеспинка субэллиптическая, шире длины, диск обычно с симметричными макулами и полосами. Надкрылья и задние крылья полностью развиты. Вид был впервые описан в 2024 году китайскими энтомологами из Southwest University (Чунцин, Китай).